# La noche (película de 1961)
La noche (La notte) es un film de 1961 de Michelangelo Antonioni. La película fue ganadora del Oso de Oro en el Festival Internacional de Cine de Berlín, del Premio David de Donatello a la mejor dirección y del premio Nastro d'argento.
Los intérpretes principales son Marcello Mastroianni, Jeanne Moreau y Monica Vitti.

## Argumento
En Milán, a comienzos de la década de 1960, Giovanni Pontano (Marcello Mastroianni), un exitoso escritor, y su esposa Lidia (Jeanne Moreau), visitan a su amigo Tommaso (Bernhard Wicki), también escritor, que está por morir en un hospital. Luego de la visita, se dirigen al local donde se presenta el nuevo libro de Giovanni. El público rodea a Giovanni para dialogar con él, y Lidia decide abandonar el lugar y dar un largo paseo por la ciudad. Más tarde se reúne con Giovanni en su hogar. Ambos, aburridos de su monótona vida, deciden salir a un club nocturno; allí son invitados para asistir a una fiesta que da un industrial millonario, Gherardini (Vincenzo Corbella), que, al enterarse de que Giovanni es escritor, le propone que escriba un libro sobre su empresa. A la reunión asisten personas que han sido beneficiados económicamente por el desarrollo económico italiano y que tratan de aparentar. A Lidia el ambiente le disgusta y se mantiene aislada del resto. Decide llamar al hospital para saber de su amigo Tommaso, y de allí le responden que ha muerto. Deprimida, comienza a aceptar los avances amorosos de un playboy, Roberto (Giorgio Negro) sin llegar a mayores. Giovanni por su lado, se fascina con la joven hija del industrial Gherardini, Valentina (Monica Vitti). Una tormenta estalla y los invitados abandonan la mansión, quedando solo los tres. Lidia ve a su marido besarse con Valentina, pero no siente celos, ya que considera que su matrimonio está terminado. Amanece, Lidia y Giovanni abandonan a Valentina, que queda muy confundida, y se dirigen a un parque. Lidia lee una carta de amor que Giovanni le había escrito, pero que él no recuerda. Ella le dice que ya no siente amor por él, a lo que Giovanni reacciona tratando de encender nuevamente la pasión entre ambos. La cámara gira, abandonando la escena.